# Мыслов Рог (Светлогорский район)
Мыслов Рог (бел. Мыслаў Рог) — деревня в Давыдовском сельсовете Светлогорском районе Гомельской области Республики Беларусь.

## География

### Расположение
В 29 км на восток от Светлогорска, 30 км от железнодорожной станции Светлогорск-на-Березине (на линии Жлобин — Калинковичи), 139 км от Гомеля.

## Транспортная сеть
Автодорога связывает деревню со Светлогорском и Паричами. Планировка состоит из короткой прямолинейной меридиональной улицы, к которой на севере присоединяются 2 почти параллельные между собой широтные улицы. Застройка двусторонняя, деревянная, усадебного типа.

## История
Согласно письменным источникам известна с XIX века как селение в Бобруйском уезде Минской губернии. После 2-го раздела Речи Посполитой (1793 год) в составе Российской империи. Под 1878 год обозначена как селение в Озаричском церковном приходе. Согласно переписи 1897 года действовали хлебозапасный магазин, трактир.
В 1919 году открыта школа, которая размещалась в наёмном крестьянском доме. В 1930 году организован колхоз «Красный борец», работали 2 ветряные мельницы, кузница. В 1939 году в деревню переселены жители посёлка Залесье. 11 жителей были репрессированы. Во время Великой Отечественной войны партизаны отряда И. С. Губина в феврале 1942 года разгромили созданный оккупантами полицейский участок. В феврале 1943 года немецкие каратели полностью сожгли деревню и убили 102 жителей. Согласно переписи 1959 года располагались библиотека, клуб.
До 16 декабря 2009 года в составе Полесского сельсовета.

## Население

### Численность
- 2004 год — 30 хозяйств, 40 жителей

### Динамика
- 1897 год — 40 дворов, 291 житель (согласно переписи)
- 1908 год — 62 двора, 418 жителей
- 1917 год — 536 жителей
- 1925 год — 96 дворов
- 1940 год — 123 двора, 485 жителей
- 1959 год — 355 жителей (согласно переписи)
- 2004 год — 30 хозяйств, 40 жителей